# Депутатская ТЭЦ
Депутатская ТЭЦ — тепловая электростанция в посёлке Депутатский,  Усть-Янского района, Якутия. Основной источник электро- и теплоснабжения пгт Депутатский. Входит в состав АО «Сахаэнерго» (входит в группу РусГидро).

## Конструкция станции
Депутатская ТЭЦ представляет собой тепловую паротурбинную электростанцию (теплоэлектроцентраль) с комбинированной выработкой электроэнергии и тепла. Установленная мощность электростанции — 7,5 МВт, установленная тепловая мощность — 64,2 Гкал/час. Тепловая схема станции выполнена с поперечными связями по основным потокам пара и воды. В качестве топлива используется каменный уголь. Основное оборудование станции включает в себя:
- два турбоагрегата мощностью по 2,5 МВт с турбинами Т-2,5-2,4/0,12 и генераторами ТК-2,5-23У3;
- один турбоагрегат мощностью 2,5 МВт с турбиной Р-2,5-2,4/0,12 и генератором ТК-2,5-23У3.

Пар для турбин вырабатывают два котла КЕ-35-24-350 ВЦКС. Также имеются три пиковых водогрейных котла КВТС-10.

## История строительства и эксплуатации
Депутатская ТЭЦ создана путем переоборудования водогрейной котельной, введена в эксплуатацию в 2010 году. Эксплуатация станции показала наличие ряда проблем, связанных с несоответствием проектного и фактического режима работы, в связи с чем существуют предложения о модернизации ТЭЦ с монтажом дополнительного котла либо о ее закрытии со строительством новой котельной и дизельной станции.